# 海津市立東江小学校
海津市立東江小学校 （かいづしりつ ひがしえしょうがっこう）は、かつて岐阜県海津市海津町駒ヶ江にあった公立小学校。
少子化のため、2024年3月に旧・海津町の5つの小学校（高須小、吉里小、東江小、大江小、西江小）を統合。海津市立海津小学校の新設により廃校。
廃校後、体育館とグラウンドは地域の体育施設として利用される予定である。

## 教育目標
「やさしく かしこく たくましく 郷土を愛し、健康で豊かな心をもち、自立した子」。

## 通学手段
全員基本的に徒歩である。各地域ごとに決められた時間に集合し、まとまって通学する。

## 曜日ごとの行事
月～金曜日の曜日ごとに朝決められた行事のようなものがある。毎週金曜日は各学年1人ずつ体育館でスピーチを行う。

## 主な行事
- 4月  入学式 交通安全教室 遠足
- 5月  家庭訪問 スポーツテスト 社会見学
- 6月  修学旅行(6年) プール掃除
- 7月  美浜研修(5年)⇒昔は関ヶ原合宿だった。
- 8月  夏休み
- 9月  運動会
- 10月 河川美化活動
- 11月 小中音楽会 ほのぼの祭り(昔はとりいれ祭りだった)
- 12月 持久走大会 冬休み
- 1月  書き初め大会
- 2月
- 3月

## 施設・設備
- 本館 - 音楽室、理科室、職員室、音楽室などがある。
- 南館 - 家庭科室、図書室、コンピューター室がある。
- 多目的教室 - 図工の時間に使うこともある。
- 体育館 - 2階もある。
- 運動場 - バスケットゴールがある。
- バスケットゴール - 運動場のバスケットゴールは、2005年度に設置された。
- 畑 - さつまいもの苗を育てる。
- エアコン・防犯カメラ - 2012年の夏休み中に設置された。

## 沿革
- 1873年（明治6年） - 求之学校が開校する。立野村の児童が通学する。
- 1874年（明治7年） - 裁狂学校が開校する。大和田村、秋江村の児童が通学する。
- 1879年（明治12年） - この地域の学校が再編され、共立学校（駒ヶ江村）、裁狂学校（大和田村）、益友学校（日原村）となる。
- 1886年（明治19年） - 共立学校が共立簡易科小学校、裁狂学校が裁狂簡易科小学校、益友学校が益友簡易科小学校に、それぞれ改称する。
- 1889年（明治22年） - 外浜村、森下村、石亀村の児童が、福江尋常小学校から益友簡易科小学校に転入する。
- 1892年（明治25年） - 
  - 共立簡易科小学校が廃止される。
  - 裁狂簡易科小学校が裁狂尋常小学校、益友簡易科小学校が益友尋常小学校に、それぞれ改称する。
- 1897年（明治30年） - 
  - 　大和田村、秋江村、草場村、駒ヶ江村、松山中島村、日原村、長瀬村、立野村、長久保村が合併し、東江村が発足。
  - 　裁狂尋常小学校が東江尋常小学校に改称する。校区は秋江、大和田、草場、駒ヶ江。
  - 　益友尋常小学校が日原尋常小学校に改称する。校区は日原、長瀬、立野、長久保。
- 1901年（明治34年） - 大江村外浜・森下・石亀の児童が日原尋常小学校から大江尋常小学校へ転入する。
- 1908年（明治41年） - 東江尋常小学校と日原尋常小学校が合併し、東江尋常小学校となる。
- 1916年（大正5年） - 農業補習学校を付設する。
- 1920年（大正9年） - 東江尋常高等小学校に改称する。
- 1941年（昭和16年） - 東江国民学校に改称する。
- 1947年（昭和22年） - 東江村立東江小学校に改称する。
- 1955年（昭和30年）1月15日 - 高須町、西江村、大江村、吉里村、東江村が合併し、海津町が発足。同時に海津町立東江小学校に改称する。
- 1971年（昭和46年） - 新校舎（鉄筋コンクリート造。現・北舎）が完成。
- 1985年（昭和60年） - 校舎（特別教室）、屋内運動場が完成。
- 1996年（平成8年） - 校舎（多目的教室）が完成。
- 2005年（平成17年）3月28日 - 海津町、平田町、南濃町と合併して海津市が発足。同時に海津市立東江小学校に改称する。
- 2024年（令和6年）
  - 2月17日 - 閉校記念式典を行う[3]。
  - 3月31日 - 廃校。

## 通学区域[4]
全て海津町の地域。
- 秋江
- 草場
- 大和田
- 駒ヶ江
- 長瀬
- 日原
- 長久保
- 立野（中一色を除く）
- 札野（札野一色）

## 進学先中学校
- 日新中学校